# ووت او۵یو
ووت او۵یو (به انگلیسی: Vought O5U) یک هواپیمای ساختِ کارخانهٔ ووت در کشور ایالات متحده آمریکا است. این هواپیما برای نخستین بار در ۸ مه ۱۹۳۴ میلادی مورد استفاده قرار گرفت.